# Steffen Schmidt

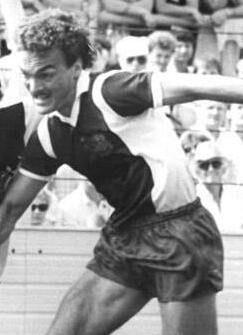
Steffen Schmidt (1989)

Steffen Schmidt (* 22. März 1964) ist ein ehemaliger deutscher Fußballspieler. Für Bischofswerda bestritt er in den 1980/90er-Jahren zwei Spielzeiten in der DDR-Oberliga, der höchsten Liga im DDR-Fußball.

## Sportliche Laufbahn
Im Sommer 1982 wechselte der 18-jährige Steffen Schmidt von der fünftklassigen Kreisligamannschaft Fortschritt Neukirch zur Betriebssportgemeinschaft (BSG) Fortschritt Bischofswerda in die zweitklassige DDR-Liga. In der Saison 1982/83 wurde er in drei Ligaspielen eingesetzt. In der Spielzeit 1983/84 kam er in der Hinrunde ebenfalls in drei Ligaspielen zum Einsatz, wurde danach aber im November 1983 für 18 Monate zum Wehrdienst in der Nationalen Volksarmee eingezogen.
Während seiner Armeezeit konnte Schmidt bei der Armeesportgemeinschaft (ASG) Vorwärts Kamenz weiter in der DDR-Liga Fußball spielen. Vom Dezember 1984 bis zum Ende der Saison 1984/85 wurde er in zehn Ligaspielen aufgeboten und schoss am letzten Spieltag sein erstes Ligator. Zuletzt wurde er regelmäßig als Verteidiger eingesetzt. Da die Armeemannschaft abgestiegen war, spielte Schmidt bis zum April 1985 mit Kamenz in der drittklassigen Bezirksliga.
Nach seiner Entlassung aus dem Militärdienst kehrte Schmidt im April 1985 zur BSG Fortschritt Bischofswerda zurück, die weiterhin in der DDR-Liga vertreten war. Er wurde in allen restlichen sieben Punktspielen weiterhin als Abwehrspieler aufgeboten. In der Hinrunde der Saison 1985/86 bestritt Schmidt 16 der 17 Ligaspiele und wurde mit Ausnahme der letzten drei Begegnungen, in denen er wieder in der Abwehr spielte, in Vertretung des nicht einsetzbaren etatmäßigen Linksaußenstürmers Fred Bank auf dessen Position aufgeboten. Dabei gelang ihm am 3. Spieltag sein einziges Saisontor, das zugleich sein erstes Punktspieltor für die BSG Fortschritt war. In der Rückrunde spielte Schmidt nur unregelmäßig in sechs weiteren Ligaspielen.
Fortschritt Bischofswerda beendete die Saison 1985/86 als Aufsteiger in die DDR-Oberliga. Für das Oberliga-Aufgebot wurde Steffen Schmidt als Mittelfeldspieler nominiert. Er fand jedoch bei Trainer Horst Rau kaum Beachtung und kam nur in der Hinrunde sechsmal als Einwechselspieler zum Einsatz. Dabei stand er als Verteidiger nur dreimal in der Startelf. Insgesamt hatte Fortschritt Bischofswerda nicht das Potential, den Klassenerhalt zu schaffen und stieg nach einem Jahr wieder in die DDR-Liga ab.
In den folgenden zwei DDR-Liga-Spielzeiten konnte sich Steffen Schmidt unter dem neuen Trainer Siegfried Gumz zum Stammspieler in der Fortschritt-Mannschaft etablieren. In den insgesamt 68 Ligaspielen verpasste Schmidt nur eine Begegnung und steuerte in der Aufstiegssaison 1988/89 zwei Tore bei. In beiden Spielzeiten wurde er in der Regel in der Abwehr eingesetzt. In ihre zweite Oberligasaison ging die BSG Fortschritt wieder mit Schmidt als Verteidiger. In den 26 Oberligaspielen wurde er 24-mal hauptsächlich auch so eingesetzt. Am Saisonende stand Bischofswerda erneut als Absteiger fest.
Noch vor der Saison 1990/91 bildete sich die Bischofswerdaer Betriebssportgemeinschaft bedingt durch die wirtschaftlichen Bedingungen infolge der politischen Wende in den Fußballverein Fortschritt (später in Bischofswerdaer FV 08 umbenannt) um. Auch die bisherige DDR-Liga erhielt mit NOFV-Liga eine neue Bezeichnung. In den 30 Punktspielen war Steffen Schmidt durchgehend Verteidiger. Dabei erzielte er zwei Tore, die ihm beide am 5. Spieltag beim 3:2-Heimsieg gegen den TSV 1860 Stralsund gelangen. Als Tabellenvierter qualifizierte sich Bischofswerda für die Fußball-Oberliga Nordost, die nach der Übernahme des bisherigen DDR-Fußball-Ligensystems durch den DFB als 3. Liga eingerichtet worden war. In dieser Liga spielte Schmidt zunächst zwei Spielzeiten weiter für den Bischofswerdaer FV.
Zur Saison 1993/94 wechselte Schmidt innerhalb der OL Nordost zum FC Rot-Weiß Erfurt, dem er zur Qualifikation für die neue drittklassige Fußball-Regionalliga verhalf. Nach dem Ende der Saison 1995/96 nahm Schmidt erneut einen Wechsel vor und schloss sich dem Regionalligisten Dynamo Dresden an. Dort war er jedoch nur in der Hinrunde aktiv und kehrte danach wieder zum Bischofswerdaer FV zurück. Dieser spielte noch immer in der OL-Nordost, die nun aber viertklassig war. Steffen Schmidt blieb dort noch bis zum Ende der Saison 1999/00, in der als 36-Jähriger von 34 Punktspielen 28 Partien bestritt und auch noch drei Tore erzielte. Daran schloss sich eine Tätigkeit als sportlicher Leiter des BFV an. 